# Paus Alexander IV
Alexander IV, geboren als Rinaldo Conti (Anagni, ca. 1199 — Viterbo, 25 mei 1261) was paus van 1254 tot 1261. 
Hij was, net als de pausen Innocentius III en Gregorius IX, lid van de familie van de graven van Segni. Zijn oom Gregorius IX verklaarde hem tot kardinaal in 1227 en kardinaal-bisschop van Ostia in 1231. Hij was beschermer van de bedelorden en steunde hen onder meer tegen de universiteit van Parijs.
Toen paus Innocentius IV overleed, werd Alexander IV gekozen te Napels op 12 december 1254.
- Biblioteca Nacional de España: XX1168268
- Bibliothèque nationale de France: cb10492578h (data)
- Gemeinsame Normdatei: 100936040
- International Standard Name Identifier: 0000 0004 2009 4163
- Library of Congress Control Number: nr95035913
- Nationale Bibliotheek van Israël: 987007378205105171
- Istituto Centrale per il Catalogo Unico: SBLV242352
- Virtual International Authority File: 63995257
- WorldCat: E39PBJvxrPpkRgkbRhM7gKRFrq

Cursief: tegenpaus